# Liberec
Liberec (češko: [ˈlɪbɛrɛts] ()) je mesto na severu Češke. Ima približno 107.000 prebivalcev in je peto največje mesto v državi, pred Olomucem in za Plznom. Leži ob Lužiški Nisi v kotlini obdani z gorami. Mestno jedro je dobro ohranjeno in je z zakonom zaščiteno kot urbanistično spomeniško območje.
Liberec je bil nekoč dom cvetoče tekstilne industrije, zato so ga poimenovali »bohemski Manchester«. Za mnoge Čehe je večinoma povezan z dominantnim mestnim stolpom Ještěd. Od konca 19. stoletja je mesto somestje s predmestjem Vratislavic nad Niso in sosednjim mestom Jablonec nad Niso. Celotno območje s predmestji tako obsega 150.000 prebivalcev.

## Upravna delitev
Liberec je sestavljen iz 32 mestnih četrti in enega samoupravnega okrožja (Vratislavice nad Niso):
- Liberec I-Staré Město
- Liberec II-Nové Město
- Liberec III-Jeřáb
- Liberec IV-Perštýn
- Liberec V-Kristiánov
- Liberec VI-Rochlice
- Liberec VII-Horní Růžodol
- Liberec VIII-Dolní Hanychov
- Liberec IX-Janův Důl
- Liberec X-Františkov
- Liberec XI-Růžodol I
- Liberec XII-Staré Pavlovice
- Liberec XIII-Nové Pavlovice
- Liberec XIV-Ruprechtice
- Liberec XV-Starý Harcov
- Liberec XVI-Nový Harcov
- Liberec XVII-Kateřinky
- Liberec XVIII-Karlinky
- Liberec XIX-Horní Hanychov
- Liberec XX-Ostašov
- Liberec XXI-Rudolfov
- Liberec XXII-Horní Suchá
- Liberec XXIII-Doubí
- Liberec XXIV-Pilínkov
- Liberec XXV-Vesec
- Liberec XXVIII-Hluboká
- Liberec XXIX-Kunratice
- Liberec XXX-Vratislavice nad Niso
- Liberec XXXI-Krásná Studánka
- Liberec XXXII-Radčice
- Liberec XXXIII-Machnín
- Liberec XXXIV-Bedřichovka
- Liberec XXXV-Karlov pod Ještědem

V zgodnjih 1990-ih so nekatere četrti postale samostojne občine: Stráž nad Niso (prej Liberec XXVI-Stráž nad Niso in Liberec XXVII-Svárov), Dlouhý Most (prej Liberec XXXVI-Dlouhý Most), Jeřmanice (prej Liberec XXXVII-Jeřmanice) in Šimonovice (prej Liberec XXXVIII-Minkovic in Liberec XXXIX-Šimonovice).

## Etimologija
Izvor imena mesta je še vedno nejasen, o njem so tekle mnoge razprave, pogosto tudi etnično obarvane. Verjetno najstarejši dokumentirani obliki imena sta nemški, Reychinberch (1352) in Reychmberg (1369), kar pomeni »bogata gora« (reicher Berg v sodobni nemščini). Ker tedanja naselbina ni imela posebnega bogastva, velja ime bodisi za željo naseljencev bodisi za ime, prineseno iz Nemčije. Mesto so zapisovali tudi Reichenberg (1385–1399) in Rychmberg (1410).
Češka ustreznica je nastala kot popačenka: Rychberk (1545), Lychberk (1592), Libercum (1634), Liberk (1790) in končno Liberec (1845). V češčini so bile besede, ki se začnejo na »R«, pogosto disimilirane v »L«. V primeru, da sta si v eni besedi sledili dve črki »r«, se je ena od njiju v ljudskem jeziku spremenila v »l«, podoben razvoj je doživelo tudi ime naselja Liberk (prvotno Rehberg ali Richnberg) pri Rychnovem nad Knežno. Pripona -ec je v besedo Liberec vstopila preko pridevnika »Liberecký«, katerega prvotna oblika »Liberkský« je bila težko izgovorljiva. Od tedaj je bilo mesto znano kot Liberec v češčini in kot Reichenberg v nemščini.

## Geografija
Liberec leži približno 80 kilometrov severovzhodno od Prage. Večina občinskega ozemlja leži v Libereški kotlini Žitavskega bazena. Na severovzhodu se ozemlje razteza v Jizerske gore in do istoimenskega zaščitenega krajinskega območja. Na zahodu se ozemlje razteza v Ještěd-kozaški hrbet in vključuje najvišjo točko Liberca in celotnega Ještěd-kozaškega hrbta, goro Ještěd na 1.012 m nadmorske višine.
Liberec leži ob Lužiški Nisi. Največje vodno telo je zbiralnik Harcov (imenovana tudi jez Liberec). Zbiralnik leži znotraj pozidanega območja na pritoku Lužiške Nise Harcovskem potoku. Sedaj služi predvsem kot rekreacijski kraj za Liberčane, vendar je bil prvotno zasnovan za zaščito mesta pred poplavami in kot zbiralnik vode za industrijsko uporabo. Pomemben je tudi kot biotop s pojavom zavarovanih živali.

### Podnebje
Liberec ima vlažno celinsko podnebje (Köppen Dfb). Povprečna letna temperatura je 8,3 °C, v najtoplejšem mesecu juliju je 18,0 °C, v najhladnejšem mesecu januarju pa -1,2 °C. Letna količina padavin je 845,3 milimetra, od tega je julij najbolj moker s 107,1 milimetra, april pa je najbolj suh s samo 41,3 milimetra. Ekstremna temperatura skozi vse leto je bila od −24,6 °C 14. januarja 1987 do 36,2 °C 31. julija 1994.
| Podnebni podatki za Liberec (1991−2020 normalno, ekstremi 1960–sedanjost) | Podnebni podatki za Liberec (1991−2020 normalno, ekstremi 1960–sedanjost) | Podnebni podatki za Liberec (1991−2020 normalno, ekstremi 1960–sedanjost) | Podnebni podatki za Liberec (1991−2020 normalno, ekstremi 1960–sedanjost) | Podnebni podatki za Liberec (1991−2020 normalno, ekstremi 1960–sedanjost) | Podnebni podatki za Liberec (1991−2020 normalno, ekstremi 1960–sedanjost) | Podnebni podatki za Liberec (1991−2020 normalno, ekstremi 1960–sedanjost) | Podnebni podatki za Liberec (1991−2020 normalno, ekstremi 1960–sedanjost) | Podnebni podatki za Liberec (1991−2020 normalno, ekstremi 1960–sedanjost) | Podnebni podatki za Liberec (1991−2020 normalno, ekstremi 1960–sedanjost) | Podnebni podatki za Liberec (1991−2020 normalno, ekstremi 1960–sedanjost) | Podnebni podatki za Liberec (1991−2020 normalno, ekstremi 1960–sedanjost) | Podnebni podatki za Liberec (1991−2020 normalno, ekstremi 1960–sedanjost) | Podnebni podatki za Liberec (1991−2020 normalno, ekstremi 1960–sedanjost) |
| Mesec                                                                     | Jan                                                                       | Feb                                                                       | Mar                                                                       | Apr                                                                       | Maj                                                                       | Jun                                                                       | Jul                                                                       | Avg                                                                       | Sep                                                                       | Okt                                                                       | Nov                                                                       | Dec                                                                       | Letno                                                                     |
| ------------------------------------------------------------------------- | ------------------------------------------------------------------------- | ------------------------------------------------------------------------- | ------------------------------------------------------------------------- | ------------------------------------------------------------------------- | ------------------------------------------------------------------------- | ------------------------------------------------------------------------- | ------------------------------------------------------------------------- | ------------------------------------------------------------------------- | ------------------------------------------------------------------------- | ------------------------------------------------------------------------- | ------------------------------------------------------------------------- | ------------------------------------------------------------------------- | ------------------------------------------------------------------------- |
| Rekordno visoka temperatura °C                                            | 14.3                                                                      | 17.1                                                                      | 21.5                                                                      | 28.4                                                                      | 30.2                                                                      | 34.4                                                                      | 36.2                                                                      | 35.9                                                                      | 31.6                                                                      | 25.4                                                                      | 19.1                                                                      | 14.8                                                                      | 36.2                                                                      |
| Povprečna visoka temperatura °C                                           | 1.2                                                                       | 3.0                                                                       | 7.3                                                                       | 13.7                                                                      | 18.2                                                                      | 21.4                                                                      | 23.6                                                                      | 23.5                                                                      | 18.3                                                                      | 12.5                                                                      | 6.3                                                                       | 2.2                                                                       | 12.6                                                                      |
| Povprečna dnevna temperatura °C                                           | −1.2                                                                      | −0.2                                                                      | 3.0                                                                       | 8.3                                                                       | 12.8                                                                      | 16.1                                                                      | 18.0                                                                      | 17.6                                                                      | 13.0                                                                      | 8.5                                                                       | 3.9                                                                       | 0.0                                                                       | 8.3                                                                       |
| Povprečna nizka temperatura °C                                            | −3.9                                                                      | −3.6                                                                      | −1.1                                                                      | 2.6                                                                       | 6.8                                                                       | 10.1                                                                      | 12.0                                                                      | 11.8                                                                      | 8.3                                                                       | 4.9                                                                       | 1.3                                                                       | −2.5                                                                      | 3.9                                                                       |
| Rekordno nizka temperatura °C                                             | −24.6                                                                     | −24.4                                                                     | −20.8                                                                     | −11.1                                                                     | −4.4                                                                      | −1.9                                                                      | 2.2                                                                       | 1.4                                                                       | −2.4                                                                      | −9.7                                                                      | −17.0                                                                     | −23.1                                                                     | −24.6                                                                     |
| Povprečna količina padavin mm                                             | 64.9                                                                      | 53.8                                                                      | 61.4                                                                      | 41.3                                                                      | 75.6                                                                      | 89.0                                                                      | 107.1                                                                     | 99.7                                                                      | 69.0                                                                      | 58.8                                                                      | 58.7                                                                      | 66.2                                                                      | 845.3                                                                     |
| Povp. št. dni s padavinami (≥ 1.0 mm)                                     | 12.9                                                                      | 11.0                                                                      | 11.7                                                                      | 8.3                                                                       | 10.8                                                                      | 11.2                                                                      | 11.6                                                                      | 10.3                                                                      | 9.8                                                                       | 9.9                                                                       | 10.9                                                                      | 12.5                                                                      | 130.9                                                                     |
| Povp. št. sončnih ur                                                      | 44.0                                                                      | 67.9                                                                      | 117.0                                                                     | 177.8                                                                     | 210.2                                                                     | 208.1                                                                     | 222.7                                                                     | 216.6                                                                     | 155.3                                                                     | 104.4                                                                     | 40.2                                                                      | 34.4                                                                      | 1.598,6                                                                   |
| Vir 1: Češki hidrometeorološki inštitut                                   |                                                                           |                                                                           |                                                                           |                                                                           |                                                                           |                                                                           |                                                                           |                                                                           |                                                                           |                                                                           |                                                                           |                                                                           |                                                                           |
| Vir 2: Nacionalna uprava za oceane in atmosfero (NOAA)                    |                                                                           |                                                                           |                                                                           |                                                                           |                                                                           |                                                                           |                                                                           |                                                                           |                                                                           |                                                                           |                                                                           |                                                                           |                                                                           |

## Zgodovina

### 11. – 16. stoletje
V 11. ali 12. stoletju so češki naseljenci in nemški kolonizatorji na trgovski poti iz Bohemije v Lužico ustanovili naselje z imenom Habersdorf, ki je bilo predhodnik Liberca. V 13. stoletju je v bližini prvega nastala druga naselbina z imenom Reichenberg. Kasneje sta se naselji združili. Prva pisna omemba Liberca pod nemškim imenom Reichenberg je iz leta 1352.
Od leta 1278 je bilo območje v lasti plemiške družine Bieberstein. Reichenberg je trpel zaradi prehoda vojakov med husitskimi vojnami, nato pa je bil požgan leta 1469 med bitko z vojsko kralja Jurija Podjebradskega. Po izumrtju Biebersteinov je leta 1558 posest Frýdlant, ki je vključevala Reichenberg, kupila družina Redern. Rederni so pomembno prispevali k razvoju naselja, saj so zgradili nove stavbe, posodobili naselje in postavili temelje tekstilne industrije. Leta 1577 je Reichenberg cesar Rudolf II. povišal v mesto. Mestu je dal grb, ki ga uporablja še danes.

### 17. – 19. stoletje
Od leta 1600 je mesto upravljala Kateřina iz Rederna, ki je za mesto pridobila pravico do trgovanja s soljo, dala na gradu prizidati kapelo in prispevala k izgradnji mestne hiše. Ko je bila družina Redern po bitki na Beli gori (1620) prisiljena zapustiti Reichenberg, jo je pridobil Albrecht von Wallenstein. Po njegovi smrti je pripadel družinama Gallas in Clam Gallas, ki jima za mesto ni bilo mar. Uspešno lokalno industrijo sta prekinili tridesetletna vojna in velika kuga leta 1680. Posledica krize je bila vrsta ostro zatrtih uporov podložnikov.
V 18. stoletju je Reichenberg doživel razcvet. Število prebivalcev se je potrojilo, suknarska industrija je bila zelo uspešna. V bližini se je leta 1757 med sedemletno vojno odvijala bitka pri Reichenbergu med Avstrijo in Prusijo, vendar se je mesto še naprej razvijalo. V 19. stoletju je mesto postalo središče tekstilne industrije v celotni Avstro-Ogrski. Leta 1850 je postalo samoupravno mesto.
Reichenberg je postal bogato industrijsko mesto brez reprezentativnih zgradb. V poznem 19. stoletju je nastala spektakularna zbirka reprezentativnih zgradb, večinoma v neorenesančnem slogu: mestna hiša, operna hiša, Severnočeški muzej, Stara sinagoga idr. Nastala je četrt reprezentativnih vil in gozd z botaničnim vrtom in živalskim vrtom.

### 20. stoletje
Do leta 1918 je bilo mesto del Avstro-Ogrske, sedež okrožja Reichenberg, enega od 94 okrožnih glavarstev (Bezirkshauptmannschaften) na Češkem. Po koncu 1. svetovne vojne je Avstro-Ogrska razpadla in češki Čehi so se 29. oktobra 1918 pridružili novoustanovljeni Češkoslovaški, medtem ko so Nemci želeli ostati z Avstrijo in 12. novembra 1918 oblikovati zmanjšano Nemško Avstrijo, pri čemer so se oboji sklicevali na štirinajst točk Woodrowa Wilsona in doktrino o samoodločbi. Liberec je bil razglašen za glavno mesto nemško-avstrijske dežele Nemške Češke. Čehi pa so trdili, da so bile te dežele, čeprav so jih od srednjega veka poselili Nemci, zgodovinsko sestavni del Vojvodine in Kraljevine Češke. 16. decembra 1918 je češkoslovaška vojska vstopila v Liberec in celotna pokrajina je ostala del Češke.
Velika depresija je opustošila gospodarstvo tega območja s svojo tekstilno, preprožno, steklarsko in drugo lahko industrijo. Visoko število brezposelnih, lakota, strah pred prihodnostjo in nezadovoljstvo s praško vlado so privedli do bliskovitega vzpona populistične Sudetskonemške stranke (SdP), ki jo je ustanovil Konrad Henlein, rojen v predmestju Liberca. Mesto je postalo središče pangermanskih gibanj in kasneje nacistov, zlasti po volitvah leta 1935, kljub pomembnemu demokratičnemu županu Karlu Kostki (Nemška demokratična svobodnjaška stranka). Dokončna sprememba je nastopila poleti 1938, po radikalizaciji terorja SdP, ki je zaradi groženj s smrtjo Kostko in njegovo družino prisilil v beg v Prago.
Septembra 1938 je münchenski sporazum dodelil mesto nacistični Nemčiji. Leta 1939 je postal glavno mesto Rajhovskega okrožja Sudetenland (Reichsgau Sudetenland). Večina mestnega judovskega in češkega prebivalstva je pobegnila v preostalo Češkoslovaško ali pa so jo izgnali. Pomembno sinagogo so požgali. Henlein je sam zaplenil vilo v Libercu, ki je pripadala judovskemu poslovnežu in je ostala njegov dom do leta 1945.
Po 2. svetovni vojni je mesto ponovno postalo del Češkoslovaške in skoraj vse nemško prebivalstvo mesta so izgnali po Beneševih odlokih. Regijo so nato ponovno naselili Čehi.

## Transport
Libereški mestni promet zagotavlja avtobusne in tramvajske linije. Prvi tramvaj so v Libercu uporabili leta 1897. Liberec si deli tramvajsko progo širine 1.000 mm, ki ga povezuje s sosednjim mestom Jablonec nad Niso, oddaljenim 12 km. Obstajata tudi dve mestni progi s standardno širino 1.435 mm – prva povezuje Horní Hanychov (zraven žičnice na Ještěd) in Lidové Sady preko Fügnerove. Druga povezuje Dolní Hanychov in Lidové Sady preko Fügnerove (samo med delavniki). Obstajajo tudi štirje zgodovinski tramvaji. V središču mesta sta dva tira kot spomenik, v preteklosti so tramvaji vozili tudi na osrednjem mestu pred mestno hišo.
Skozi Liberec poteka evropska cesta E442.
Zasebno mednarodno letališče se nahaja v libereškem delu Ostašov.

## Izobraževanje in znanost
Tehniška univerza v Libercu je bila ustanovljena leta 1953 kot »Univerza za strojništvo v Libercu«. Po povečanju števila področij se je leta 1995 univerza preimenovala. Znana je predvsem po svojih raziskavah na področju tekstilnega inženirstva. Ima približno 9.000 študentov na 6 fakultetah (strojništvo, tekstilstvo, umetnost in arhitektura, mehatronika, informatika in interdisciplinarni študiji, naravoslovje, humanistika in izobraževanje ter ekonomija), sestavlja pa jo tudi Inštitut za nanomateriale, napredne tehnologije in inovacije.
Okrajna raziskovalna knjižnica v Libercu je splošna javna znanstvena knjižnica, namenjena splošnemu izobraževanju v okraju. Ustanovljena je bila leta 1900 na podlagi sklepa občinskega sveta o ustanovitvi občinske knjižnice. Ima izjemno zbirko germanoslavistike in sudetike (periodika in knjige v nemškem jeziku iz Češke). Na mestu Stare sinagoge, ki so jo nacisti požgali novembra 1938, so leta 2000 zgradili novo stavbo. V njeni stavbi je tudi sodobna Nova sinagoga.

## Kultura
Mateřinka je gledališki festival, ki poteka vsaki dve leti junija.

## Šport
Mesto ima klub FC Slovan Liberec, nogometni klub, ustanovljen v Libercu, ki igra v prvi češki ligi, najvišji ligi. Slovan Liberec je eden najuspešnejših klubov na Češkem, saj je osvojil tri naslove prvaka. Tu je še SK VTJ Rapid Liberec. Igra v eni najnižjih lig.
Hokejska ekipa HC Bílí Tygři Liberec igra v Češki ekstraligi, najvišji državni ligi. Igra v dvorani Home Credit Arena.
Liberec je gostil dve evropski prvenstvi v sankanju, leta 1914 in 1939. Leta 2009 je gostil svetovno prvenstvo v nordijskem smučanju. Svetovni pokal v smučarskih skokih vedno pride v Liberec januarja. Svetovno prvenstvo v karateju je potekalo maja 2011.
Leta 2015 je Liberec gostil svetovno prvenstvo v gorsko kolesarski orientaciji.
Spidvej poteka na Stadionu Pavlovický. Zgrajen je bil leta 1930. Najpomembnejši dogodek, ki je bil na njem izveden, je bilo polfinale svetovnega prvenstva do 21 let leta 2019. Ekipa Start Gniezno Liberec dirka na stadionu.

## Mestne znamenitosti
Glavna znamenitost in eden od simbolov mesta je stolp Ještěd na gori Ještěd, ki se uporablja kot oddajnik, razgledni stolp in hotel. Zgrajen je bila v letih 1966–1973 po načrtih arhitekta Karla Hubáčka. Je najpomembnejši spomenik v mestu, od leta 2006 zaščiten kot nacionalni kulturni spomenik. Stavba je prejela mnoge arhitekturne nagrade in izbor za najpomembnejšo češko stavbo 20. stoletja.
Med najbolj dragocenimi zgradbami mestnega jedra je mestna hiša. Zgrajena je bila v neorenesančnem slogu v letih 1888–1893 po načrtu Franza von Neumanna mlajšega. Ima tri stolpe – najvišji med njimi je visok 61 m. V poletni sezoni so notranjost in eden od stolpov odprti za javnost. Od leta 2024 je zavarovana kot nacionalni kulturni spomenik.
Libereški grad je bil zgrajen v več fazah, najstarejši del je bil zgrajen v renesančnem slogu v letih 1582–1583. Po 2. svetovni vojni je propadal, nato pa ga je neobčutljivo rekonstruiral in uporabil steklar. Grad od leta 1997 ni v uporabi in postopoma propada.
Pomembna stavba je gledališče F. X. Šalde. Zgrajena je bila v neorenesančnem slogu v letih 1881–1883. Dragocen element je zavesa s temo Triumf ljubezni, ki so jo izdelali Gustav Klimt, Ernst Klimt in Franz von Matsch.
Severnočeški muzej je bil ustanovljen leta 1873 kot prvi muzej umetnosti in obrti na Češkem. Sedanja stavba muzeja je iz leta 1898. Zasnoval jo je arhitekt Friedrich Ohmann, zgradil pa Hans Grisebach v romantično-historicističnem slogu. Stavba ima 41 m visok stolp, ki je replika stolpa libereške mestne hiše.
Liberecká výšina je pomembna znamenitost vzhodnega dela mesta. Gre za restavracijo s 25 m visokim razglednim stolpom, zgrajeno v slogu srednjeveškega gradu. Zgrajena je bila v letih 1900–1901, njen videz pa se zgleduje po stražnem stolpu nürnberškega gradu.
Najbolj obiskane turistične destinacije v mestu so Libereški živalski vrt, iQ Landia (znanstveno središče) in Centrum Babylon (zabaviščno središče, ki vključuje velik vodni park, zabaviščni park, igralnico, nakupovalno dvorišče in hotel).

### Živalski in botanični vrt
Libereški živalski vrt je bil ustanovljen leta 1904 in je najstarejši na ozemlju nekdanje Češkoslovaške. Sedaj obsega skoraj 14 hektarjev in hrani več kot 160 vrst. Simbol živalskega vrta in glavna atrakcija so beli tigri. Ker pa gre za vzrejeno obliko celinskega azijskega tigra in ne za ločeno vrsto, se načrtuje, da bo njihova vzreja končana po smrti zadnjega posameznika.
Libereški botanični vrt je leta 1876 ustanovilo Društvo prijateljev narave (Verein der Naturfreunde) in je najstarejši na Češkem. Prvotno se je nahajal na mestu Severnočeškega muzeja, a so ga leta 1895 preselili zaradi gradnje muzeja. V letih 1996–2000 je bil v celoti obnovljen. Sedaj obsega devet rastlinjakov za obiskovalce s skupno površino 4.002 kvadratnih metrov in več kot 8.000 eksotičnimi rastlinami.

## Znane osebnosti
- Christoph Demantius (1567–1643), nemški skladatelj, pesnik
- Joachim Johann Nepomuk Spalowsky (1752–1797), avstrijski naravoslovec, polihistor
- Josef Proksch (1794–1864), češko-nemški pianist, skladatelj in učitelj Bedřicha Smetane
- Friedrich Karl Ginzel (1850–1926), avstrijski astronom
- Heinrich Herkner (1863–1932), nemški ekonomist
- Ferdinand Porsche (1875–1951), avstrijsko-češki avtomobilski inženir
- Vlasta Burian (1891–1962), češki igralec, pevec, nogometaš, filmski režiser
- Edmund Nick (1891–1973), nemški skladatelj
- Jaroslav Řídký (1897–1956), češki skladatelj, dirigent, harpist
- Konrad Henlein (1898–1945), nemški nacistični politik
- Arthur Beer (1900–1980), nemški astronom
- Harald Kreutzberg (1902–1968), nemški plesalec, koreograf
- Herbert Feigl (1902–1988), avstrijsko-ameriški filozof
- Guido Beck (1903–1989), argentinski fizik
- Augustin Schramm (1907–1948), nemško-češki komunistični politik, častnik
- Roderich Menzel (1907–1987), češko-nemški tenisač
- Fritz Preissler (1908–1948), nemško-češki sankač
- Egon Hartmann (1919–2009), nemški arhitekt
- Otfried Preußler (1923–2013), nemški pisatelj
- Marketa Goetz-Stankiewicz (1927–2022), kanadska znanstvenica, prevajalka
- Roland Bulirsch (1932–2022), nemški matematik
- Markus Lüpertz (rojen 1941), nemški slikar, kipar, grafični umetnik, pisatelj
- Barbara Bouchet (born 1944), nemško-ameriška igralka, podjetnica
- Jirina Marton (rojena 1946), češko-kanadska umetnica, ilustratorka
- Oldřich Kaiser (rojen 1955), češki igralec
- Vladimír Šlechta (rojen 1960), češki pisatelj
- Jaroslav Nedvěd (rojen 1969), češki hokejist
- Petr Nedvěd (rojen 1971), češko-kanadski hokejist
- Martin Damm (rojen 1972), češki tenisač
- Tomáš Enge (rojen 1976), češki avtomobilistični dirkač
- Jan Víšek (rojen 1981), češki hokejist
- Yemi A.D. (rojen 1981), češki koreograf, umetnik, miltidisciplinarni podjetnik
- Lukáš Derner (rojen 1983), češki hokejist
- Pavla Havlíková (rojena 1983), češka kolesarka
- Zuzana Hejnová (rojena 1986), češka atletinja, tekačica na srednje proge
- Martin Cikl (rojen 1987), češki smučarski skakalec

## Pobratena in partnerska mesta
| Pobratena in partnerska mesta | Pobratena in partnerska mesta | Pobratena in partnerska mesta |
| ----------------------------- | ----------------------------- | ----------------------------- |
| Amersfoort                    | Nizozemska                    |                               |
| Augsburg                      | Nemčija                       |                               |
| Naharija                      | Izrael                        |                               |
| Zittau                        | Nemčija                       |                               |

## Galerija
- Pogled iz mestne hiše
- Pogled na Liberec z Ještěda
- Libereška Nova sinagoga